# Camora
Mário Jorge Malico Paulino, meglio noto come Camora (Samora Correia, 10 novembre 1986), è un calciatore portoghese naturalizzato rumeno, difensore del CFR Cluj, di cui è capitano, e della nazionale rumena.

## Biografia
Il 24 agosto 2020 ha ottenuto la cittadinanza rumena.

## Caratteristiche tecniche
Terzino sinistro, preciso nel servire assist ai compagni, abile a svolgere entrambe le fasi di gioco.

## Carriera

### Club
Dopo alcune esperienze in Portogallo, il 24 maggio 2011 si accorda con il CFR Cluj. Esordisce con i ferrovieri il 24 luglio contro l'Astra Giurgiu. Scende in campo in 28 occasioni, contribuendo alla vittoria del campionato rumeno, il terzo nella storia del Cluj. Il 1º agosto 2012 esordisce nelle competizioni europee contro lo Slovan Liberec, incontro preliminare valido per l'accesso alla fase a gironi della UEFA Champions League.
Il 17 aprile 2018 diventa – con 203 apparizioni – il calciatore del Cluj con più presenze nel campionato rumeno, superando il precedente record di Ricardo Cadú.

### Nazionale
Esordisce con la nazionale rumena l'8 ottobre 2020 contro l'Islanda, in un incontro valido per le qualificazioni agli Europei 2020, diventando nell'occasione - all'età di 33 anni, 10 mesi, 28 giorni - il calciatore più anziano ad esordire in nazionale, superando il precedente primato del portiere Stanislau Konrad.

## Statistiche

### Presenze e reti nei club
Statistiche aggiornate al 29 agosto 2024.
| Stagione        | Squadra         | Campionato      | Campionato | Campionato | Coppe nazionali | Coppe nazionali | Coppe nazionali | Coppe continentali | Coppe continentali | Coppe continentali | Altre coppe | Altre coppe | Altre coppe | Totale | Totale |
| Stagione        | Squadra         | Comp            | Pres       | Reti       | Comp            | Pres            | Reti            | Comp               | Pres               | Reti               | Comp        | Pres        | Reti        | Pres   | Reti   |
| --------------- | --------------- | --------------- | ---------- | ---------- | --------------- | --------------- | --------------- | ------------------ | ------------------ | ------------------ | ----------- | ----------- | ----------- | ------ | ------ |
| gen.-giu. 2009  | Naval           | PL              | 8          | 0          | CP+CdL          | -               | -               | -                  | -                  | -                  | -           | -           | -           | 8      | 0      |
| 2009-2010       | Naval           | PL              | 29         | 1          | CP+CdL          | 6+1             | 0               | -                  | -                  | -                  | -           | -           | -           | 36     | 1      |
| 2010-2011       | Naval           | PL              | 27         | 1          | CP+CdL          | 1+3             | 0               | -                  | -                  | -                  | -           | -           | -           | 31     | 1      |
| Totale Naval    | Totale Naval    | Totale Naval    | 64         | 2          |                 | 11              | 0               |                    | -                  | -                  |             | -           | -           | 75     | 2      |
| 2011-2012       | CFR Cluj        | L1              | 28         | 1          | CR              | 0               | 0               | -                  | -                  | -                  | -           | -           | -           | 28     | 1      |
| 2012-2013       | CFR Cluj        | L1              | 25         | 0          | CR              | 5               | 0               | UCL+UEL            | 10+2               | 0                  | SR          | 1           | 0           | 43     | 0      |
| 2013-2014       | CFR Cluj        | L1              | 31         | 1          | CR              | 1               | 0               | -                  | -                  | -                  | -           | -           | -           | 32     | 1      |
| 2014-2015       | CFR Cluj        | L1              | 33         | 1          | CR+CdL          | 4+0             | 0               | UEL                | 3                  | 0                  | -           | -           | -           | 40     | 1      |
| 2015-2016       | CFR Cluj        | L1              | 24+13      | 0+2        | CR+CdL          | 6+2             | 0               | -                  | -                  | -                  | -           | -           | -           | 45     | 2      |
| 2016-2017       | CFR Cluj        | L1              | 17+7       | 0          | CR+CdL          | 3+1             | 0               | -                  | -                  | -                  | SR          | 1           | 0           | 29     | 0      |
| 2017-2018       | CFR Cluj        | L1              | 21+9       | 0+1        | CR              | 0               | 0               | -                  | -                  | -                  | -           | -           | -           | 30     | 1      |
| 2018-2019       | CFR Cluj        | L1              | 23+9       | 0+1        | CR              | 4               | 0               | UCL+UEL            | 2+4                | 0                  | SR          | 1           | 0           | 43     | 1      |
| 2019-2020       | CFR Cluj        | L1              | 19+10      | 2          | CR              | 0               | 0               | UCL+UEL            | 8+8                | 0                  | SR          | 1           | 0           | 46     | 2      |
| 2020-2021       | CFR Cluj        | L1              | 25+10      | 0          | CR              | 0               | 0               | UCL+UEL            | 2+8                | 0                  | SR          | 1           | 0           | 46     | 0      |
| 2021-2022       | CFR Cluj        | L1              | 22+9       | 1          | CR              | 0               | 0               | UCL+UEL+UECL       | 5+2+5              | 0                  | SR          | 1           | 0           | 44     | 1      |
| 2022-2023       | CFR Cluj        | L1              | 24+6       | 1          | CR              | 2               | 0               | UCL+UECL           | 2+13               | 0                  | SR          | 1           | 0           | 48     | 1      |
| 2023-2024       | CFR Cluj        | L1              | 21+8       | 2          | CR              | 4               | 1               | UECL               | 2                  | 0                  | -           | -           | -           | 35     | 3      |
| 2024-2025       | CFR Cluj        | L1              | 2          | 0          | CR              | 0               | 0               | UECL               | 6                  | 0                  | -           | -           | -           | 8      | 0      |
| 2025-2026       | CFR Cluj        | L1              | -          | -          | CR              | -               | -               | UEL                | -                  | -                  | SR          | -           | -           | -      | -      |
| Totale CFR Cluj | Totale CFR Cluj | Totale CFR Cluj | 396        | 13         |                 | 32              | 1               |                    | 82                 | 0                  |             | 7           | 0           | 517    | 14     |
| Totale carriera | Totale carriera | Totale carriera | 460        | 15         |                 | 43              | 1               |                    | 82                 | 0                  |             | 7           | 0           | 592    | 16     |

### Cronologia presenze e reti in nazionale
| Cronologia completa delle presenze e delle reti in nazionale ― Romania | Cronologia completa delle presenze e delle reti in nazionale ― Romania | Cronologia completa delle presenze e delle reti in nazionale ― Romania | Cronologia completa delle presenze e delle reti in nazionale ― Romania | Cronologia completa delle presenze e delle reti in nazionale ― Romania | Cronologia completa delle presenze e delle reti in nazionale ― Romania | Cronologia completa delle presenze e delle reti in nazionale ― Romania | Cronologia completa delle presenze e delle reti in nazionale ― Romania |
| Data                                                                   | Città                                                                  | In casa                                                                | Risultato                                                              | Ospiti                                                                 | Competizione                                                           | Reti                                                                   | Note                                                                   |
| ---------------------------------------------------------------------- | ---------------------------------------------------------------------- | ---------------------------------------------------------------------- | ---------------------------------------------------------------------- | ---------------------------------------------------------------------- | ---------------------------------------------------------------------- | ---------------------------------------------------------------------- | ---------------------------------------------------------------------- |
| 8-10-2020                                                              | Reykjavík                                                              | Islanda                                                                | 2 – 1                                                                  | Romania                                                                | Qual. Euro 2020                                                        | -                                                                      |                                                                        |
| 18-11-2020                                                             | Belfast                                                                | Irlanda del Nord                                                       | 1 – 1                                                                  | Romania                                                                | UEFA Nations League 2020-2021 - 1º turno                               | -                                                                      |                                                                        |
| 28-3-2021                                                              | Bucarest                                                               | Romania                                                                | 0 – 1                                                                  | Germania                                                               | Qual. Mondiali 2022                                                    | -                                                                      | 46’                                                                    |
| 6-6-2021                                                               | Middlesbrough                                                          | Inghilterra                                                            | 1 – 0                                                                  | Romania                                                                | Amichevole                                                             | -                                                                      |                                                                        |
| 2-9-2021                                                               | Reykjavík                                                              | Islanda                                                                | 0 – 2                                                                  | Romania                                                                | Qual. Mondiali 2022                                                    | -                                                                      |                                                                        |
| 8-9-2021                                                               | Skopje                                                                 | Macedonia del Nord                                                     | 0 – 0                                                                  | Romania                                                                | Qual. Mondiali 2022                                                    | -                                                                      |                                                                        |
| 25-3-2022                                                              | Bucarest                                                               | Romania                                                                | 0 – 1                                                                  | Grecia                                                                 | Amichevole                                                             | -                                                                      | 75’                                                                    |
| 7-6-2022                                                               | Zenica                                                                 | Bosnia ed Erzegovina                                                   | 1 – 0                                                                  | Romania                                                                | UEFA Nations League 2022-2023 - 1º turno                               | -                                                                      |                                                                        |
| 26-9-2022                                                              | Bucarest                                                               | Romania                                                                | 4 – 1                                                                  | Bosnia ed Erzegovina                                                   | UEFA Nations League 2022-2023 - 1º turno                               | -                                                                      | 56’                                                                    |
| 16-6-2023                                                              | Pristina                                                               | Kosovo                                                                 | 0 – 0                                                                  | Romania                                                                | Qual. Euro 2024                                                        | -                                                                      | 23’                                                                    |
| Totale                                                                 |                                                                        | Presenze                                                               | 10                                                                     |                                                                        | Reti                                                                   | 0                                                                      |                                                                        |

### Record

#### Con il CFR Cluj
- Calciatore con più presenze in campionato (396).

#### Con la nazionale rumena
- Calciatore più anziano (33 anni, 10 mesi, 28 giorni) ad aver esordito in nazionale.[11]

## Palmarès

### Club

#### Competizioni nazionali
- Segunda Liga: 1

Beira-Mar: 2005-2006
- Campionato rumeno: 6

CFR Cluj: 2011-2012, 2017-2018, 2018-2019, 2019-2020, 2020-2021, 2021-2022
- Coppa di Romania: 2

CFR Cluj: 2015-2016, 2024-2025
- Supercoppa di Romania: 2

CFR Cluj: 2018, 2020